# 噴霧乾燥

研究所規模での噴霧乾燥機（同調流式）の模式図
A:乾燥させる液体またはスラリー, B:噴霧気体, 1:気体流路, 2:気体の加熱, 3:液体・スラリーの噴霧, 4:乾燥チャンバー, 5:乾燥チャンバーとサイクロンの連絡部, 6:サイクロン, 7:気体排出部, 8:製品収集容器

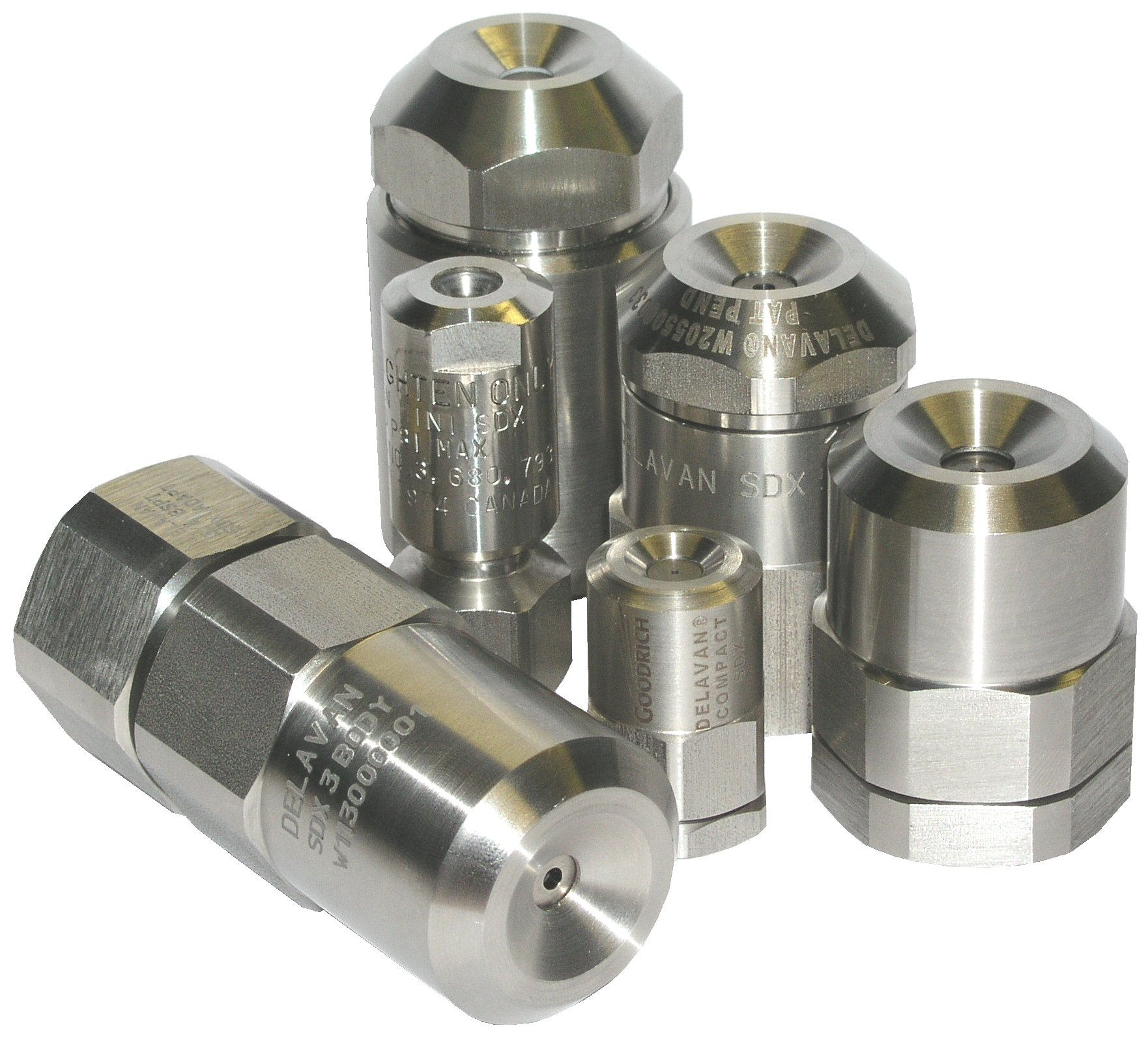
SDX 噴霧乾燥ノズル

噴霧乾燥（ふんむかんそう）は、液体または液体・固体の混合物（泥漿/スラリー）を気体中に噴霧して急速に乾燥させ、乾燥粉体を製造する手法である。乾燥に用いる気体は一般に高温のものを用いる。

## 概論
噴霧乾燥はスプレードライまたはスプレードライングとも呼ばれる。これは食品や医薬品といった熱で傷みやすい材料を乾燥させる好ましい方法である。安定した粒度分布（particle size distribution）となるので、触媒のような製品の乾燥に用いられる。一般に空気を加熱して乾燥媒体として用いるが、エタノールのような可燃性液体を溶媒とする場合や酸素感受性の製品である場合には、窒素ガスなどを乾燥媒体として用いる。また、製品によっては比較的低温の気体を用いる場合や減圧環境で行うこともある。
制御された液滴の霧として液体や泥漿を分散させるために、噴霧乾燥器は数種類の噴霧器（アトマイザー）またはスプレーノズルを使っている。これらで一般のものは、回転円盤ノズルと single-fluid pressure swirl nozzle（仮訳：単流体圧力渦ノズル）である。あるいはいくつかのアプリケーションにおいては、二流体ノズルまたは超音波ノズルが使われる場合もある。工程上の必要に応じて10-500μmの適切な液滴サイズが選ばれる。一般のアプリケーションの多くは、直径100-200μmの範囲にある。
加熱乾燥気体は、アトマイザーの噴霧方向と同方向あるいは逆方向に流される。順方向の流れはシステムの内での粒子の滞留時間を短くすることができ、粉体分離器（一般的にサイクロン装置）がより効率的に動く。逆方向流の方式はチャンバー内の粒子滞留時間を長くし、通常は流動床式システムと一対で使用される。
技術の基本特許についてはインスタントコーヒーの発明された1900年代初頭には開発されていたとみられ、現在では特許にかかる論点はすべて応用特許の部類となり基本技術の使用については制限はない。

## 噴霧乾燥器
噴霧乾燥器は液体流を処理し、溶液または懸濁液を蒸発によって固体と溶媒に分離する。固体は通常は粉体分離器（ドラムまたはサイクロン）で集められる。液体はノズルを通して気体中に噴霧され、蒸発する。蒸気が液滴から即座に離脱して、固体ができる。熱伝導と蒸発率を最大化できるように、可能な限り液滴を小さくするようなノズルが使用される。液滴サイズはノズルより異なるがマイクロメートル単位となる。
噴霧乾燥器は他の乾燥法と比較して製品を速く乾燥させることが可能である。単一ステップで液体または泥漿を乾燥粉末に加工できるので、利益最大化とプロセス簡略化において有利となる。

## ナノ噴霧乾燥器
ナノ噴霧乾燥器（nano spray dryer）は噴霧乾燥分野に新しい可能性をもたらしている。この装置では、5μmから300nmの狭い範囲の粒子を生産することができる。収率は最高90%まで達し、最小サンプル量は1mlである。

## マイクロカプセル
食品産業およびその他産業では、しばしば噴霧乾燥は封入化技術（マイクロカプセル技術）として使われる。封入される物質（load, 芯物質）と、両親媒性キャリア（加工デンプン/化工澱粉など）とは、水に撹拌して懸濁液（泥漿）にされる。その後、泥漿は噴霧乾燥器（通常は水の沸点以上に良く加熱された噴霧乾燥塔）に装填される。
泥漿が噴霧乾燥塔に入り噴霧される。水の高い表面張力や両親媒性キャリア・水・芯物質相互間の親水性/疎水性相互作用などにより、噴霧された泥漿はミセルとなる。液滴は速く乾く比較的広い表面積を持つ小さなサイズ（平均直径100μm程度）となる。水が乾くと、キャリアは芯物質の周囲に硬化したシェル（壁膜）を作る。
芯物質の損失は通常は分子量の影響で生じる。つまり、処理温度に応じて、より軽い分子（芯物質）はより大きな割合で気化して失われる傾向がある。より高い噴霧乾燥塔で噴霧することによって、産業的には損失は最小化される。この場合、より大量の空気を用いることで、プロセスを進行させるように、より低い平均湿度となる。浸透の原理に従い、蒸気と液相での逃散能の違いによって、ミセルと空気全体からの水の除去が促進される。したがって、より大きな噴霧乾燥塔が使われるならば、より低温で粒子から同じパーセントの水を取り除いて乾燥させることができる。あるいはまた、泥漿を部分的な真空に噴霧することでも同じ効果が得られる。周囲の気圧と溶媒の蒸気圧が等しい時の温度が、溶媒の沸点に相当するので、噴霧乾燥塔の気圧の減少は溶媒の沸点を下げる効果を持つ。
噴霧乾燥マイクロカプセル技術の応用は、少量の水も含まない物質の「脱水された」粉を調製することである。たとえばインスタントドリンクの混合粉末は、飲料を構成する様々な化学物質の噴霧乾燥物である。かつては、この技術は、たとえば乾燥ミルクの調製といった食料品からの水分の除去にも使われていた。ミルクはカプセル化することができず、噴霧乾燥では熱分解を引き起こすので、ミルクの脱水とそれに似たプロセスは他の乾燥技術に置き換えられてきている。脱脂乳粉については、乾燥効率を最大化するような典型的な高い固形物濃度を持つため、世界中でまだ一般的に噴霧乾燥技術を使って広く生産されている。製品の熱分解は、比較的低温の操作または滞留時間を増加させる比較的大きなチャンバーサイズを採用することで、打破することができる。
近年の研究は新たに、アモルファス粉末への温度の影響が乾燥滞留時間に有意に依存する可能性を示し、噴霧乾燥技術が乾燥過程でのアモルファス粉末の結晶化に対して代替方式となる可能性を示唆している。

## 対象製品

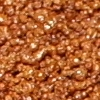
インスタントコーヒー

- 食品：脱脂粉乳（粉ミルク）、インスタントコーヒー、インスタント食品の粉末スープ、茶系飲料、加工卵、調味料、プロテインや粉末青汁などの健康食品　など
- 医薬品：抗生物質、薬理成分、添加物　など
- その他の産業製品：顔料、セラミクス素材、触媒支持剤、化粧品、粉末洗剤、化学肥料、農薬　など
- ミスト散布